# Jagannathpur
Jagannathpur è un sottodistretto (upazila) del Bangladesh situato nel distretto di Sunamganj, divisione di Sylhet. Si estende su una superficie di 368,27 km² e conta una popolazione di 225.271 abitanti (dato censimento 1991).